# Gabriela Sabatini
Gabriela Beatriz Sabatini (Buenos Aires, 16 maggio 1970) è un'ex tennista argentina con cittadinanza italiana.
Emblema del tennis argentino, in carriera si è aggiudicata 27 titoli in singolare, su un totale di 55 finali raggiunte, tra cui una prova del Grande Slam: gli US Open 1990. Tale successo, l'ha resa la prima tennista argentina e la prima donna sudamericana a trionfare in un torneo di questa portata dai tempi di Maria Bueno. Nel suo palmarès è presente anche una medaglia olimpica d'argento ottenuta a Seul nel 1988, nonché due vittorie nel Master di fine anno (1988 e 1994).
Ottima doppista, vanta 14 titoli a fronte di 30 finali disputate. Anche in questa specialità ha vinto un torneo del Grande Slam, il Torneo di Wimbledon 1988, in coppia con Steffi Graf.
Per quanto riguarda il ranking, in entrambe le specialità ha raggiunto la terza posizione della classifica mondiale: in singolare il 27 febbraio 1989 e in doppio il 6 novembre 1988.
Particolarmente celebre fu la sua rivalità sportiva con la tedesca Steffi Graf, una delle rivalità tennistiche più note dell'Era Open. Steffi e Gabriela, nel corso delle loro carriere, si sono scontrate ben 40 volte; 11 di queste si sono concluse a favore della Sabatini, rendendola la giocatrice che ha ottenuto il maggior numero di successi contro la tedesca.
Dal 1986 al 1996, ha trascorso 508 settimane consecutive all'interno della top 10: quarto risultato migliore di tutti i tempi. In totale, per 312 settimane ha fatto parte della top 5, terminando per sei volte consecutive la stagione tra le prime cinque posizioni del ranking. Si è spinta almeno fino alla semifinale nei tornei del Grande Slam per ben 18 volte in singolare (la prima ad appena 15 anni nell'Open di Francia 1985), mentre in doppio per 14 volte. Ciò le ha consentito di figurare tra le migliori 4 in almeno un torneo Slam per 11 anni consecutivi (1985-1995).
Nel corso della carriera, si è imposta per ben 83 volte su tenniste facenti parte della top 10 al momento dell'incontro. Di queste 83 vittorie, 10 sono state su giocatrici n° 1 del mondo: 7 contro Steffi Graf, 2 contro Monica Seles e 1 contro Martina Navrátilová.
Nel 2006, a Newport, Sabatini è stata introdotta nella International Tennis Hall of Fame.

## Biografia
Dopo il ritiro, nel 2003, insieme al padre e al fratello Osvaldo, Gabriela Sabatini ha acquisito la cittadinanza italiana grazie al nonno David, che emigrò anni prima da Potenza Picena insieme a sua moglie, Rosa Vivani. Suo fratello è sposato con l'attrice Catherine Fulop, mentre sua nipote è l'attrice Oriana Sabatini.
Con il suo servizio (definito "atroce" da Gianni Clerici, il giornalista italiano che comunque la preferiva alle altre per il resto del gioco) non poté impensierire atlete quali Monica Seles, Jennifer Capriati o Mary Pierce che facevano delle ribattute la propria forza. Sviluppò comunque la capacità di distinguersi per la varietà dei colpi a propria disposizione risultando temibile tanto da fondo campo quanto sotto rete.
Alla fine degli anni Ottanta, Sabatini ha lanciato una propria linea di profumi con la compagnia di profumi tedesca Muelhens. Nel 1992 le è stata dedicata una rosa arancione con sfumature rosse che dunque porta il suo nome. Due anni più tardi, la ditta Great American Doll Company crea una bambola simile a Sabatini in tenuta da tennista; nello stesso anno, la tennista argentina ha pubblicato un libro motivazionale dal titolo "My Story".
Nel 2014 viene eretta una statua di Gabriela Sabatini, esposta in centro a Buenos Aires, ma qualche settimana più tardi, dei vandali rubano la racchetta di bronzo presente sulla statua. In seguito a questo episodio, la statua è stata collocata al memoriale degli sportivi argentini, accanto ad altre figure importanti dello sport argentino quali Lionel Messi, Diego Armando Maradona, Guillermo Vilas, Hugo Porta.
Nel 2017 ottiene, da parte dell'International Club, il prestigioso Jean Borotra Sportsmanship Award per essersi distinta in modo particolarmente positivo, nel corso della sua carriera, e per le sue opere di carità nei progetti post-ritiro. Inoltre, ha ricevuto nel 2018 il premio da parte di Rod Laver. L'anno seguente, viene insignita del Philippe Chatrier Award, per i traguardi raggiunti nel corso della sua carriera tennistica, per l'operato in collaborazione con l'Unicef, l'UNESCO e per il compito di Tedoforo ai Giochi olimpici giovanili nel 2018.
Un suo poster con la tenuta "Sergio Tacchini 1993" compare nel film Creature selvagge, e viene inoltre citata in una battuta del film comico Hot Shots! 2.

## Carriera

### Anni 80
Campionessa precocissima, Sabatini iniziò la sua attività sportiva a sei anni e vinse il suo primo torneo a otto. Nel 1983, a soli tredici anni, vinse il torneo di Miami categoria junior (la più giovane di sempre a riuscirci). Nel 1984 fu campionessa mondiale juniores.

#### 1985: prima semifinale Slam e ingresso in top 10

Una quindicenne Sabatini a Roma nel 1985

Si fa notare a livello internazionale nel 1985, iniziando a siglare i primi successi, quelli che l'avrebbero resa la tennista più grande del suo Paese. Inizia la carriera da professionista a Miami, al Lipton International Players Championships, dove supera con agilità Amy holton, Annabel Croft e Kim Jones, prima di cedere il passo alla top 10 Carling Bassett-Seguso, la quale le infligge anche un bagel. Dopo qualche partecipazione senza successo ai tornei di categoria inferiore, si spinge in finale nel Tier II di Hilton Head, perdendo un solo set in tutto il torneo (contro Pam Shriver nei quarti di finale). Inoltre, si impone su due top 10: Zina Garrison, Shriver e Manuela Maleeva. Nell'ultimo atto, viene sopraffatta dalla potenza di Chris Evert. Prende parte al Bausch & Lomb Championships, estromettendo senza troppe complicazioni Mercedes Paz, Helen Kelesi e si vendica di Carling Bassett-Seguso, prima di venire fermata in tre parziali dalla Evert nei quarti di finale. Ancora quindicenne, Sabatini sigla una clamorosa semifinale all'Open di Francia: mai nessuno come lei. Nella prima settimana dello Slam, si aggiudica i match contro Lilian Kelaidis con un periodico 6–2, Penny Mager per 6–0 6–2, Anne White per 6–1 7–6(2) e Rosalyn Fairbank con lo score di 6–0 1–6 7–5. In seguito, affronta nuovamente Manuela Maleeva, testa di serie n° 4, con il punteggio di 6–3 1–6 7–5. Tuttavia, in semifinale incontra Evert, che si sbarazza dell'argentina lasciandole cinque game.
Ritorna in campo sull'erba di Eastbourne, ma dopo la vittoria contro Candy Reynolds, viene sconfitta in rimonta da Pascale Paradis. Nel torneo di Wimbledon estromette Amanda Brown e Camille Benjamin, ma viene sconfitta a sorpresa da Catherine Tanvier con il punteggio di 7–6(3) 4–6 1–6.
Si sposta sul cemento americano e partecipa al Canada Open, dove ottiene un bye al primo turno in qualità di settima testa di serie e nuova top 10. Nel secondo turno elimina Camille Benjamin e Andrea Temesvári, per poi venire annichilita da Hana Mandlíková (3–6 0–6) nei quarti di finale. Agli US Open viene fermata all'esordio da Barbara Potter.
Nell'ultima parte della stagione, si aggiudica il suo primo torneo maggiore, ovvero il Japan Open Tennis Championships, dove sconfigge in finale Linda Gates per 6–3 6–4. Nel corso del torneo, fino ai quarti di finale, Gabriela concede in totale tre game: Emiko Sakaguchi ne concede due, ad Andrea Holíková uno, mentre infligge un doppio bagel Kristin Kinney. In semifinale, invece, è chiamata a rimontare Lilian Kelaidis. A Tampa, si spinge fino all'ultimo atto, venendo sconfitta in un braccio di ferro dalla sedicenne Stephanie Rehe (4–6 7–6(4) 5–7).

#### 1986: secondo titolo; 1afinale al Roland Garros in doppio
L'inizio di stagione non è dei migliori. L'argentina, tra i vari terzi turni, colleziona solamente due quarti di finale: nel VS di Florida, sconfitta dalla testa di serie n° 3 Manuela Maleeva, e a San Francisco, estromessa da Hana Mandlíková, testa di serie n° 2. Raggiunge la prima semifinale dell'anno a Ponte Vedra Beach, dove si vendica di Maleeva, prima di perdere contro la top 5 Claudia Kohde Kilsch.
Si spinge in finale a Indianapolis, dove incontra una Steffi Graf all'inizio dei suoi tempi d'oro; contro la tedesca, Sabatini si aggiudica il primo set, per poi cedere i seguenti due: 6–2 6(5)–7 4–6. Nel corso del torneo, ha la meglio in due parziali su Shawn Foltz, Debbie Spence, Robin White e Manuela Maleeva. Successivamente, esce di scena al terzo turno in Svizzera per mano di Mary Joe Fernández. Disputa il Roland Garros in qualità di semifinalista uscente, ma viene fermata nuovamente da Chris Evert, stavolta negli ottavi di finale.
Inaugura la stagione sull'erba a Eastbourne, venendo fermata ai quarti di finale da Robin White. Scesa al decimo posto in classifica, sorprende tutti con la semifinale nel torneo di Wimbledon, soprattutto perché tale superficie non rientra tra quelle che le permettono di esprimere al meglio il proprio tennis. Inizia lo Slam londinese con una vittoria difficile in tre parziali ai danni di Christiane Jolissaint, per poi eliminare facilmente Catherine Suire e Barbara Gerken. In seguito, fatica contro Raffaella Reggi (6–4 1–6 6–3) e liquida agilmente Catarina Lindqvist, staccando il pass per la semifinale. Qui, tuttavia, è opposta a una delle tenniste più grandi della storia, Martina Navrátilová, la quale le infligge un periodico 2–6.
Resta sui cementi americani e si sposta a Montreal, dove viene rimontata nel terzo turno da Rosalyn Fairbank. In California, nel VS di Los Angeles, si scontra con Pam Shriver nei quarti di finale, perdendo in due set. Agli US Open elimina Nathalie Tauziat, Pam Casale e Katerina Maleeva, venendo sconfitta nuovamente dalla Navratilova.
Il finale di stagione è costellato di quarti di finale e semifinali, ma raggiunge l'ultimo atto solamente nel torneo in patria. Accreditata della prima testa di serie, vince il primo torneo della stagione il 7 dicembre sconfiggendo Arantxa Sánchez Vicario con un doppio 6–1. Nella corsa al titolo si sbarazza di Maria Lindström, Vicki Nelson, Patricia Tarabini e Lori McNeil, concedendo non più di tre giochi a parziale.

#### 1987: tre titoli stagionali; 2afinale al Roland Garros in doppio
Nel corso della stagione raggiunge la semifinale a Florida, sconfitta dalla numero sei del mondo, Helena Suková, con lo score di 6–4 3–6 1–6. Nel Tier I di Miami, viene fermata al quarto turno da Martina Navratilova, spingendosi in semifinale nel Tier II di Charleston sconfitta da Steffi Graf (3–6 6–2 7–6(5)), superando nel turno precedente la top 10 Claudia Kohde Kilsch. Segue un'altra semifinale a Ponte Vedra Beach, dove viene sconfitta nuovamente dalla Graf, ma stavolta con un punteggio molto più netto: 2–6 2–6. Nel VS di Houston cede il passo a Hana Mandlikova, numero tre del mondo, nei quarti di finale.
Due settimane più tardi, sulla sua amata terra rossa, raggiunge la prima finale agli Internazionali d'Italia (Tier I). Durante il torneo ha la meglio su Marie-Christine Calleja per 6-2 6-1, Mary Joe Fernandez per 6–1 6–3 e su Arantxa Sanchez Vicario con un doppio 6–0; in semifinale riesce a estromettere la Navratilova, l'allora numero uno del mondo, con il punteggio di 7–6(2) 6–1. Nonostante la settimana fantastica, si schianta contro Graf, che le nega il trofeo (5–7 6–4 0–6). Disputa l'Open di Francia, dove sigla la terza semifinale Slam: qui cederà a Steffi Graf.
Sull'erba di Eastbourne e Londra, raggiunge i quarti di finale, sconfitta da Pam Shriver e Steffi Graf.
Partecipa al VS di Los Angeles, ma, dopo aver superato nei quarti di finale la top 5 Hana Mandlikova, viene fermata da Steffi Graf per la quinta volta nella stagione. In seguito, esce nei quarti di finale a Montreal (perde contro Shriver) e agli US Open (sconfitta da Navratilova). Ritorna al successo a Tokyo, dove il 20 settembre celebra il primo titolo del 1987 ai danni di Manuela Maleeva. Nonostante l'uscita di scena in semifinale a Filderstadt e nel VS di New England, si aggiudica altri due trofei: a Brighton estromette Pam Shriver in finale con il punteggio di 7–5 6–4, estromettendo prima Helena Sukova, numero sette del mondo; a Buenos Aires, estromette Isabel Cueto per 6-0 6-2. Ha raggiunto la finale nel Master di fine anno a New York, dove supera in ordine: Bettina Bunge per 6–2 7–6, Martina Navratilova (n° 2 del mondo) per 6–4 7–5 e Manuela Maleeva (n° 8 del ranking) per 6–3 4–6 6–3, venendo sconfitta dalla Graf in rimonta, la quale le infligge un 6–0 nel set decisivo.

#### 1988: finale Slam a New York, argento olimpico, quattro titoli, tra cui il Master di fine anno e top 5; vittoria a Wimbledon in doppio ebest ranking
Inaugura la nuova stagione con la semifinale in California, perdendo a sorpresa dalla n° 27 WTA, Larisa Neiland. Segue la semifinale a Washington, fermata da Shriver. Vince il primo titolo stagionale in Florida in rimonta, ai danni di Steffi Graf: è la prima vittoria dell'argentina sulla tedesca, all'epoca numero uno del ranking. Nel corso del torneo, riesce a trionfare anche sulla Evert, la quale occupava la terza posizione mondiale.
Disputa il Tier I di Miami e si ferma al quarto turno, sconfitta da Mary Joe Fernández (4–6 7–6(5) 3–6). Si spinge fino alla finale a Charleston, dove, tuttavia, viene impossibilitata da Navratilova di sollevare il trofeo. Raggiunge la seconda finale consecutiva a Ponte Vedra Beach, venendo annichilita dalla Navratilova. Nonostante ciò, si sbarazza nuovamente della Graf in semifinale. 

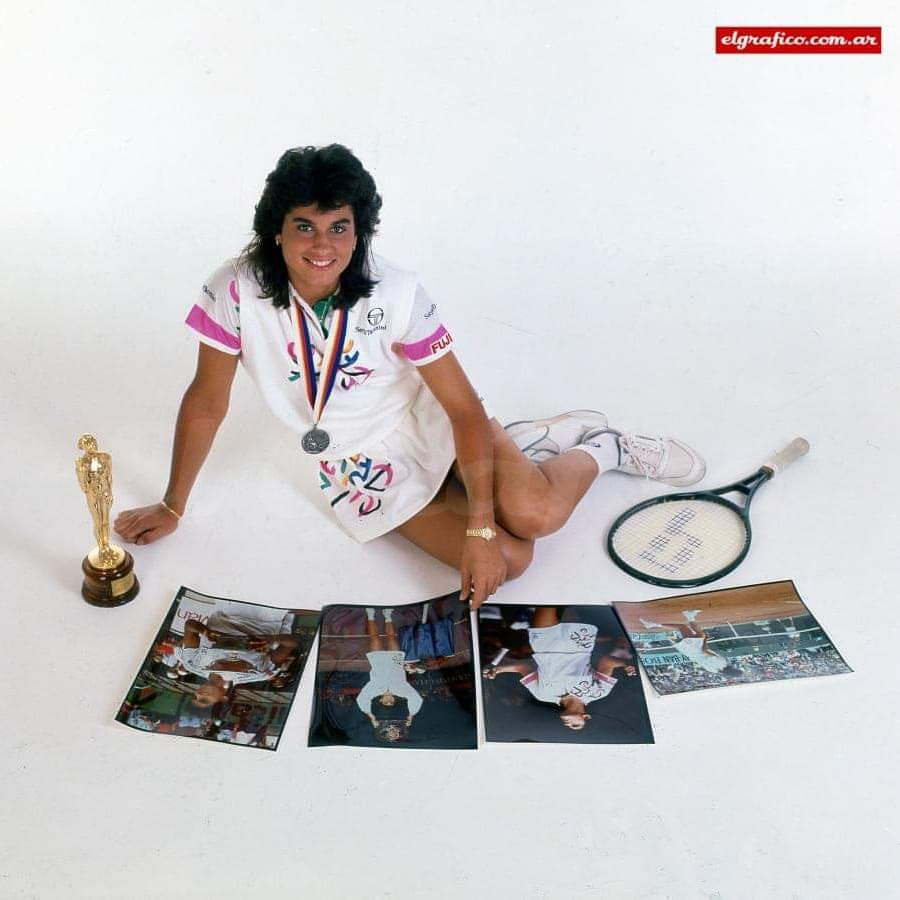
Gabriela Sabatini mentre posa con la medaglia d'argento olimpica al collo, insieme al premio Golden Olimpia assegnatole nel 1988

Si aggiudica il secondo titolo stagionale agli Internazionali d'Italia. Nella corsa al trofeo, non ha mai dovuto affrontare una tennista con un ranking superiore al n° 16, ovvero Sylvia Hanika. Nell'ultimo atto affronta Helen Kelesi, sconfiggendo con fatica per 6–1 6(4)–7 6–1. L'ottimo stato di forma continua all'Open di Francia: anche qui, non affronta nessuna tennista della top 20, fino alla semifinale, dove Steffi Graf si vendica di Sabatini.
Ripete i quarti di finale a Eastbourne, sconfitta da Mary Joe Fernandez, mentre a Wimbledon esce di scena al quarto turno, per mano di Zina Garrison. Tuttavia, in doppio insieme alla Graf si aggiudica il torneo.
Nel VS di Los Angeles, si spinge fino alla finale, dove viene rimontata da Chris Evert con il punteggio di 6–2 1–6 1–6. Si rifà a Montreal, dove, senza perdere un set, si aggiudica il terzo titolo dell'anno: annichilisce Nataša Zvereva, n°8 WTA, per 6–1 6–2; precedentemente, si era imposta su altre due top 10, ovvero Lori McNeila, n° 9, e Chris Evert, n° 3. Si presenta agli US Open come quarta tennista del ranking mondiale. Qua si impone senza tante storie su Bettina Fulco, Beverly Bowes, Julie Richardson e Stephanie Rehe. Superata la prima settimana dello Slam, rimonta Larisa Neiland e si sbarazza di Zina Garrison, raggiungendo la sua prima finale in un torneo del Grande Slam. Chiamata ad affrontare Steffi Graf, viene sconfitta con lo score di 3–6 6–3 1–6.
Come terza favorita alla vittoria finale, ai Giochi Olimpici di Seul del 1988 vince la medaglia d'argento nel singolare femminile perdendo da Steffi Graf.
Successivamente, a sorpresa esce di scena al primo turno a Filderstadt, sconfitta dalla top 50 Jana Novotná. Dopo la semifinale a New England e i quarti di finale a Chicago, vince il Masters di fine anno eliminando in ordine: Manuela Maleeva, Natasha Zvereva, Helena Sukova e Pam Shriver.

#### 1989: quattro titoli ebest ranking; 2afinale al Roland Garros in doppio
Nel 1989 partecipa per la prima volta agli Australian Open. In questa circostanza, si spinge fino alla semifinale estromettendo Cecilia Dahlman, Conchita Martínez, Camille Benjamin, Raffaella Reggi e Zina Garrison. Non riesce ad accedere alla finale, in quanto viene annichilita dalla Graf. Nel torneo di Tokyo, esce di scena nei quarti di finale per mano di Mary Joe Fernandez; nonostante ciò, si issa alla terza posizione del classifica mondiale, quella che sarà il suo miglior piazzamento fino al termine della sua carriera (1996).
Nel VS di Florida non va oltre il terzo turno, a causa di Terry Phelps che la supera per 2–6, 6(3)–7. Accreditata della prima testa di serie, come maggiore favorita alla vittoria finale a Miami, si impone su Elly Hakami, Catherine Suire e Belinda Cordwell, concedendo alle proprie avversarie tre giochi a partita. Nel quarto turno elimina Ann Wunderlich per 6–4 7–6, riuscendo ad avere la meglio, successivamente, anche su Isabelle Demongeot per 6–1, 7–5, Helena Sukova per 6(2)–7, 6–3, 6–4, e, in finale, Chris Evert con il punteggio di 6–1, 4–6, 6–2. Segue il secondo titolo della stagione a Ponte Vedra Beach, grazie alle vittorie su Mercedes Paz, Jana Pospíšilová, Angeliki Kanellopoulou, Martina Navratilova e Steffi Graff, dovendo rimontare la numero uno del mondo con lo score finale di 3–6, 6–3, 7–5. Raggiunta la terza finale consecutiva a Tampa, cede a Conchita Martinez nell'ultimo turno. Sabatini non si lascia scoraggiare e si concede il bis agli Internazionali d'Italia, conquistando il 12º titolo in carriera ai danni di Arantxa Sanchez Vicario. Precedentemente, la beniamina del pubblico italiano, non ha dovuto affrontare nessuna avversaria con un ranking facente parte della top 20. Nel Tier I di Berlino, raggiunge l'ultimo atto, dovendo rimontare Radka Zrubáková nel terzo turno, ma qui viene sconfitta da Steffi Graf. Interrompe la striscia di finali consecutive all'Open di Francia, dove, dopo le vittorie su Akemi Nishiya, Alexia Dechaume e Nicole Bradtke, viene fermata nuovamente da Mary Joe Fernandez.
Ritorna in campo a Wimbledon, dove viene nel grande stupore del pubblico, esce di scena nel secondo turno per mano di Rosalyn Fairbank.
Il 13 agosto disputa la finale a Los Angeles, grazie alla vittoria su Pam Shriver in semifinale, ma viene annichilita dalla Navratilova nell'ultima partita del torneo. In seguito, sul cemento canadese viene fermata in semifinale da Arantxa Sanchez Vicario, la quale rimonta Gabriela. Segue la semifinale agli US Open, estromettendo in due parziali Claudia Porwik, Cathy Caverzasio, Leila Meskhi e Conchita Martinez; riesce ad avere la meglio anche su Sanchez Vicario, vendicandosi con lo score di 3–6 6–4 6–1, ma verrà poi sconfitta in rimonta a sua volta dalla Graf.
Conclude la stagione con il trionfo a Fildersdatd su Mary Joe Fernandez, raggiungendo la semifinale a New England e al Master di fine anno, sconfitta rispettivamente da Zina Garrison e Steffi Graf.

### Anni 1990

#### 1990: vittoria agli US Open e uscita dalla top 3
Non riesce a ripetere la semifinale agli Australian Open, in quanto viene costretta al ritiro nel terzo turno contro la n° 63 del mondo, Claudia Porwik, sul punteggio di 6–2, 1–0, in favore all'argentina. Archiviato l'infortunio, si aggiudica il titolo in Florida, superando Jennifer Capriati per 6–4, 7–5, l'11 marzo. A Miami cede a Conchita Martinez nei quarti di finale, mentre in Texas viene sorpresa da Lori McNeil all'esordio e in semifinale a Ponte Vedra Beach da Sanchez Vicario: non riuscendo a vincere nessun torneo e a ripetere i successi dell'anno precedente, scivola alla quinta posizione.
Si presenta agli Internazionali d'Italia, dove cede alla Navratilova in semifinale, per poi uscire di scena al terzo turno a Berlino contro Sandra Cecchini, n° 32 del mondo. Agli Open di Francia, non va oltre la prima settimana dello Slam, fermata da Jana Novotna.
Scende in campo a Wimbledon, dove ritorna in semifinale. Qui, si impone senza problemi su Elise Burgin, Anke Huber, Catherine Tanvier e Nathalie Tauziat; nei quarti di finale ha la meglio su Natasha Zvereva per 6–2, 2–6, 8–6, prima di cedere malamente a Martina Navratilova.
Nel Tier I di Montreal, estromette Kathy Rinaldi, Raffaella Reggi e Jennifer Capriati, cedendo in semifinale a Katerina Maleeva. In seguito, viene sconfitta in rimonta dalla top 50 Stephanie Rehe a Los Angeles. Soprannominata "la bella perdente" per i suoi risultati negli Slam, i precedenti durante la stagione non promettevano bene, si trattava di un anno sottotono per l'argentina, che non era fisicamente al top della forma e il suo tennis non si avvicinava a quello messo in campo nel 1989, ma agli US Open accade quello che tutti si aspettavano da molto tempo da lei: la vittoria di uno Slam. Nella corsa al titolo, estromette in due parziali Kathy Jordan, Isabelle Demongeot, Sabine Appelmans, Helena Suková e Leila Meskhi. Così facendo, accede alla nona semifinale in carriera in un torneo di tale portata. Affronta Mary Joe Fernández, riuscendo a estrometterla dopo un braccio di ferro terminato con lo score di 7–5, 5–7, 6–3. Solamente Steffi Graf, la sua bestia nera, dividevano lei e il tanto ambito trofeo, ma la partita è a senso unico per Gabriela, che con il punteggio di 6–2, 7–6(4), solleva al cielo il primo trofeo di uno Grande Slam e diventa la prima tennista argentina a ottenere questo risultato e la prima sudamericana dai tempi della brasiliana Maria Bueno. A fine torneo, gli appassionati dello sport inizieranno a chiamarla "la pantera", cambiando così soprannome.
In seguito, a Zurigo sfida nuovamente la Graf, ma stavolta l'esito è negativo: la tedesca vince il titolo per 3–6, 2–6. Dopo una semifinale a Filderstatd, persa contro Barbara Paulus, Steffi Graf le nega nuova la possibilità di sollevare il trofeo a New England. Termina la stagione, con la sconfitta in finale impartitale da Seles nel Master di fine stagione in cinque set, dopo che si era vendicata sulla Graf con un periodico 6–4.

#### 1991: cinque titoli stagionali e finale a Wimbledon
Agli Australian Open supera la prima settimana senza problemi, concedendo al massimo quattro giochi a partita alle avversarie, ma cede nettamente contro Arantxa Sanchez Vicario nei quarti di finale.
Tuttavia, si rifà a Tokyo, dove si aggiudica il titolo estromettendo tra le altre Steffi Graf (n° 1 WTA) per 4–6, 6–4, 7–6(6), Mary Joe Fernandez (n° 5 WTA) per 6–3, 6–4, e, in finale, Martina Navratilova (n° 3 WTA) per 2–6, 6–2, 6–4. Nel primo turno la Sabatini ha seriamente rischiato di perdere contro Rachel McQuillan. Ne segue un altro trionfo in Florida ai danni di Steffi Graf, sconfiggendola per 6–4, 7–6(6) nell'ultimo atto. Raggiunge la terza finale consecutiva a Miami, dove elimina due top 10 (Zina Garrison e Graf), ma viene impossibilitata da Monica Seles di trionfare.
Prende parte al torneo di Charleston e se lo aggiudica con un nettissimo 6–1, 6–1 ai danni di Leila Meskhi, trionfando anche a Ponte Vedra Beach la settimana seguente, stavolta riuscendo ad avere la meglio ancora una volta sulla Graf. L'argentina non si ferma, e vince il terzo titolo consecutivo agli Internazionali d'Italia superando in finale Seles. La striscia di vittorie si interrompe nel terzo turno nel torneo di Berlino, a causa di Anke Huber. Si spinge fino alla semifinale al Roland Garros, dove cede ancora a Seles.
Nel torneo di Wimbledon raggiunte la sua terza e ultima finale Slam della carriera, grazie alle vittorie in due parziali su: Monique Javer, Karine Quentrec, Andrea Strnadová, Nathalie Tauziat, Laura Arraya e Jennifer Capriati. Nell'ultimo atto affronta Steffi Graf, contro la quale cede con il punteggio di 4–6, 6–3, 6–8, pur essendosi trovata a due punti della vittoria.
Vola a Montreal, dove è costretta a ritirarsi in semifinale nel corso del sesto game del secondo parziale contro la Capriati. Si ferma in semifinale anche a Los Angeles, sconfitta a sorpresa in tre set da Kimiko Date, n° 112 del mondo. Agli US Open, non riesce a ripetere il successo conseguito l'anno precedente, venendo sconfitta da Jennifer Capriati nei quarti di finale.
Conclude l'anno con un quarto di finale a Zurigo, perdendo da Nathalie Tauziat, e due semifinali: una a Philadelphia e al Master di fine stagione (sconfitta rispettivamente da Capriati e Seles).

#### 1992: cinque titoli stagionali e tre semifinali Slam
Inaugura la stagione nel migliore dei modi: vince il titolo a Sydney estromettendo Mary Joe Fernandez in semifinale e Arantxa Sanchez Vicario nell'ultimo atto con un periodico 6–1. Successivamente, si presenta agli Australian Open come terza favorita ed elimina in ordine: Julie Halard-Decugis, Patricia Hy-Boulais, Jenny Byrne, Katerina Maleeva e Jennifer Capriati. In semifinale, tuttavia, subisce la vendetta di Fernandez.
Trionfa a Tokyo ai danni di Martina Navrátilová, scesa alla quarta posizione del ranking. Viene fermata nei quarti di finale da una sorprendente Amanda Coetzer, n° 61 del mondo, mentre accede alla finale a Miami, cedendo il passo a Sanchez Vicario, dopo essersi imposta in rimonta su Graf in semifinale. Fa nuovamente doppietta Miami-Ponte Vedra Beach, superando nell'ultimo atto Conchita Martínez con lo score di 6–1, 6–4, e  Graf per 6–2, 1–6, 6–3. Termina la striscia di vittorie consecutive ad Amburgo, dove viene rimontata da Sanchez Vicario in semifinale. Il 10 maggio vince il suo quarto titolo a Roma ai danni di Monica Seles, mentre all'Open di Francia subisce la vendetta di quest'ultima in semifinale.
Segue la semifinale, terza consecutiva in un torneo del Grande Slam in una stagione, a Wimbledon, ma stavolta viene annichilita da Graf.
Successivamente, non va oltre i quarti di finale a Carlsbad e agli US Open, ritornando in finale solamente a fine settembre a Tokyo, dove viene sconfitta nettamente da Seles, la quale le infligge anche un bagel. Disputa la finale anche a Fildersdatd, ma viene impossibilitata da Navratilova a sollevare il titolo, mentre a Philadelphia cede a Sanchez Vicario in semifinale. Disputa il Master, venendo sconfitta da Seles in semifinale.

#### 1993: un anno senza titoli
Il 1993 rappresenta per Sabatini una stagione non all'altezza delle sue capacità. Difatti l'argentina non si aggiudica nessun torneo, figurando solo in due finali WTA e in una semifinale Slam, ovvero agli Australian Open.
Nel torneo di Sydney non riesce a ripetere la vittoria finale dell'anno precedente, venendo fermata da Jennifer Capriati in semifinale, mentre a Melbourne cede il passo a Monica Seles, che le lascia appena tre game. Scesa alla quinta posizione del ranking, esce di scena al terzo turno in Florida, per poi raggiungere la semifinale a Miami e Charleston, perdendo malamente contro Steffi Graf e a Houston, cedendo a Conchita Martinez. Si spinge fino alla finale a Ponte Vedra Beach, Roma e Berlino, ma viene sconfitta rispettivamente da Sanchez Vicario, Martinez e Graf. Nell'Open di Francia, viene sconfitta per 8–10 nel set decisivo da Fernandez nei quarti di finale.
La seconda metà della stagione non presenta particolari successi, con l'eccezione della semifinale giocata a Los Angeles e dei due quarti di finale disputati a Wimbledon e agli US Open.
Sabatini è stata una delle 17 tenniste chiamate a votare riguardo alla decisione di congelare la prima posizione di Seles, in seguito all'accoltellamento della jugoslava nel torneo di Amburgo contro Graf da parte di un fan di quest'ultima. Mentre le altre 16 tenniste votarono a sfavore di Monica, l'argentina si astenne dal voto.

#### 1994: 2° Master di fine anno e uscita dalla top 5
La tennista argentina apre la stagione con due semifinali, ovvero a Sydney e agli Australian Open, ma raggiungerà la finale solamente a inizio aprile a Ponte Vedra Beach, dove però verrà sconfitta da Arantxa Sánchez Vicario. Nel mese di maggio, disputa la seconda finale stagionale, dove viene rimontata da Mary Joe Fernández, cedendo per 0–6 nel terzo set. Si spinge in semifinale agli US Open, ma non può fare nulla contro Sanchez Vicario. Dopo due semifinali a Philadelphia e Tokyo, si aggiudica il Master di fine anno, grazie alle vittorie su Martina Navrátilová, Julie Halard-Decugis, Kimiko Date e Lindsay Davenport.

#### 1995: 27º titolo in carriera e semifinale agli US Open
Si aggiudica a Sydney il 27º titolo in carriera, ovvero l'ultimo, superando comodamente Davenport. Nel Tier I di Miami, accede alla semifinale, ma viene sconfitta da Date in rimonta. Raggiunge la finale a Ponte Vedra Beach, venendo estromessa da Conchita Martínez.
Ritorna in quarto di finale nel Roland Garros e a Wimbledon, dove cede a Steffi Graf, che le concede appena un gioco, e a Martinez (5–7 6(5)–7).
Nel torneo di Montreal viene eliminata malamente da Seles con lo score di 1–6, 0–6. Nonostante l'inizio del declino, raggiunge la semifinale a New York senza concedere alcun set alle avversarie, tra cui anche alla giovane Martina Hingis, ma è costretta a cedere a Steffi Graf il pass per la finale.
Raggiunge l'ultima finale della carriera, nonché la 55ª in singolare, a Filderstadt, venendo impossibilitata da Iva Majoli a sollevare il trofeo.

#### 1996: ritiro
Apre la stagione con un quarto turno agli Australian Open, dovendo subire la sconfitta inflittale da Chanda Rubin. A Miami raggiunge i quarti di finale, ma incontra nuovamente Rubin che la supera in tre parziali. In seguito alla sconfitta nel secondo turno patita da Irina Spîrlea a Charleston, si ritira dagli altri tornei causa infortunio.
Scesa al 13º posto in classifica mondiale, ritorna in campo per i Giochi della XXVI Olimpiade, ma, dopo le vittorie incoraggianti su Nathalie Tauziat e Angélica Gavaldón, viene eliminata nel terzo turno da Monica Seles.
Nel torneo di Montreal viene eliminata nuovamente da Seles nel terzo turno, mentre raggiunge i quarti di finale a Carlsbad, perdendo da Date. Agli US Open non va oltre il terzo turno, per poi uscire all'esordio a Filderstadt e a Zurigo. Il torneo elvetico rappresenterà l'ultimo della sua carriera da professionista, poiché Sabatini annuncerà il ritiro dalle competizioni a soli 26 anni.

## Statistiche

### Finali del Grande Slam

#### Vinte (1)
| Anno | Torneo            | Superficie | Avversaria in finale | Punteggio |
| 1990 | US Open, New York | Cemento    | Steffi Graf          | 6–2, 7–6  |

#### Perse (2)
| Anno | Torneo                      | Superficie | Avversaria in finale | Punteggio     |
| 1988 | US Open, New York           | Cemento    | Steffi Graf          | 3–6, 6–3, 1–6 |
| 1991 | Torneo di Wimbledon, Londra | Erba       | Steffi Graf          | 4–6, 6–3, 6–8 |

### Doppio

#### Vinte (1)
| Anno | Torneo                      | Superficie | Compagna    | Avversaria in finale             | Punteggio       |
| 1988 | Torneo di Wimbledon, Londra | Erba       | Steffi Graf | Larisa Savchenko Natasha Zvereva | 6–3, 1–6, 12–10 |

#### Perse (3)
| Anno | Torneo                      | Superficie  | Compagna    | Avversaria in finale                 | Punteggio |
| 1986 | Open di Francia, Parigi (1) | Terra rossa | Steffi Graf | Martina Navrátilová Andrea Temesvári | 1–6, 2–6  |
| 1987 | Open di Francia, Parigi (2) | Terra rossa | Steffi Graf | Martina Navratilova Pam Shriver      | 2–6, 1–6  |
| 1989 | Open di Francia, Parigi (3) | Terra rossa | Steffi Graf | Larisa Savchenko Natasha Zvereva     | 4–6, 4–6  |

## Risultati nei tornei del Grande Slam

### Singolare
| Tornei               | 1984 | 1985  | 1986  | 1987  | 1988  | 1989  | 1990  | 1991  | 1992  | 1993  | 1994  | 1995  | 1996  | Titoli    | V–S       |
| Australian Open      | A    | A     | NH    | A     | A     | SF    | 3T    | QF    | SF    | SF    | SF    | 1T    | 4T    | 0 / 8     | 27–8      |
| Roland Garros        | A    | SF    | 4T    | SF    | SF    | 4T    | 4T    | SF    | SF    | QF    | 1T    | QF    | A     | 0 / 11    | 42–11     |
| Wimbledon            | A    | 3T    | SF    | QF    | 4T    | 2T    | SF    | F     | SF    | QF    | 4T    | QF    | A     | 0 / 11    | 38–11     |
| US Open              | 3T   | 1T    | 4T    | QF    | F     | SF    | V     | QF    | QF    | QF    | SF    | SF    | 3T    | 1 / 13    | 45–12     |
| Carriera             |      |       |       |       |       |       |       |       |       |       |       |       |       |           |           |
| Titoli–Finali        | 0–0  | 1–3   | 1–2   | 3–5   | 4–9   | 4–7   | 2–5   | 5–7   | 5–9   | 0–2   | 1–3   | 1–3   | 0–0   | 27 / 55   | 27 / 55   |
| V–S                  | 9–7  | 49–14 | 52–22 | 64–17 | 66–13 | 57–12 | 49–14 | 62–11 | 64–13 | 51–18 | 42–17 | 42–17 | 14–10 | 632–189   | 632–189   |
| V–S %                | 56%  | 78%   | 70%   | 79%   | 84%   | 83%   | 78%   | 85%   | 83%   | 74%   | 71%   | 71%   | 58%   | 76,98%    | 76,98%    |
| Ranking di fine anno | 74   | 12    | 9     | 6     | 4     | 3     | 5     | 3     | 3     | 5     | 7     | 7     | N/A   | 8785850 $ | 8785850 $ |

### Doppio
| Tornei               | 1984 | 1985  | 1986  | 1987 | 1988 | 1989 | 1990 | 1991 | 1992 | 1993 | 1994  | 1995  | 1996  | Titoli  | V–S     |
| Australian Open      | A    | A     | NH    | A    | A    | SF   | 2T   | 3T   | A    | A    | A     | 2T    | QF    | 0 / 5   | 11–5    |
| Roland Garros        | A    | 1T    | F     | F    | SF   | F    | A    | SF   | A    | A    | 3T    | 3T    | A     | 0 / 8   | 27–8    |
| Wimbledon            | A    | 2T    | A     | 3T   | V    | QF   | QF   | A    | A    | A    | 1T    | SF    | A     | 1 / 7   | 20–6    |
| US Open              | A    | 1T    | SF    | SF   | SF   | SF   | 3T   | A    | A    | A    | SF    | 2T    | SF    | 0 / 9   | 33–9    |
| Carriera             |      |       |       |      |      |      |      |      |      |      |       |       |       |         |         |
| Titoli–Finali        | 0–0  | 3–4   | 3–7   | 3–5  | 2–5  | 0–1  | 1–2  | 0–0  | 0–0  | 0–0  | 0–2   | 2–4   | 0–0   | 14 / 30 | 14 / 30 |
| V–S                  | 6–6  | 22–15 | 47–14 | 33–8 | 30–7 | 20–6 | 15–5 | 11–4 | 1–1  | 2–1  | 22–11 | 28–13 | 18–10 | 252–96  | 252–96  |
| V–S %                | 50%  | 60%   | 77%   | 80%  | 81%  | 80%  | 75%  | 73%  | 50%  | 67%  | 67%   | 68%   | 64%   | 72,41%  | 72,41%  |
| Ranking di fine anno | 128  | 54    | 9     | 5    | 3    | 19   | 29   | 55   | N/A  | N/A  | 14    | 13    | N/A   |         |         |